# النغوشت (بني فراسن)
النغوشت هي إحدى مشيخات المملكة المغربية، تتبع جغرافيا لإقليم تازة وإداريًا لبني فراسن. يقدر عدد سكانها بـ 4952 نسمة حسب الإحصاء الرسمي للسكان والسكنى لسنة 2004.